# Riserva naturale marina di Miramare
La Riserva naturale marina di Miramare, oggi AMP (Area Marina Protetta) Miramare, si trova nel Golfo di Trieste, e si snoda tutt'attorno al promontorio di Miramare, dove sorge anche l'omonimo Castello di Miramare.

## Storia
La Riserva Marina di Miramare (EUAP 0167) è stata istituita nel 1986 con decreto del Ministero dell'Ambiente che ne ha affidato la gestione all'Associazione WWF Italia onlus (D.M. 12 novembre 1986); è stato il primo parco marino istituito in Italia. Nel 2006, nell'ambito di una riorganizzazione della gestione delle Aree protette del WWF Italia ONLUS, alcuni servizi dell'AMP Miramare sono stati trasferiti alla società WWF Oasi srl con l'autorizzazione del Ministero dell'Ambiente e del Territorio e del Mare. Miramare è parte della rete di 17 aree naturali protette del Friuli Venezia Giulia, e la sua gestione è sostenuta, oltre che dal Ministero dell'Ambiente, anche dalla Regione Autonoma Friuli Venezia Giulia, ex LR 7/1998 ora LR 7/2016. Con decreto della regione nel giugno 2011 la Riserva naturale marina di Miramare (Trieste) è stata identificata e proposta come SIC - Sito di importanza comunitaria(DIRETTIVE 79/409/CEE E 92/43/CEE), entrando così a far parte della Rete ecologica europea "Natura 2000". Il nome del nuovo SIC IT3340007, la cui area coincide con quella della Riserva, è "Area marina di Miramare". L'area è classificata come Area Specialmente Protetta di Interesse Mediterraneo.
L’area marina protetta di Miramare partecipa fin dagli anni Settanta al programma “Uomo e Biosfera” – Man and the Biosphere Programme (MaB), un programma intergovernativo nato nel 1971 nel corso della 16ª Conferenza Generale UNESCO con lo scopo di fornire basi scientifiche alle azioni di impulso all’uso sostenibile e razionale, oltre che alla conservazione, delle risorse della cosiddetta “biosfera”, incoraggiando, allo stesso tempo, formule equilibrate di gestione nel rapporto uomo/ambiente a livello globale.

## Territorio
La zona di protezione integrale è di 30 ettari, per una larghezza di 200 metri lungo 1,8 km di costa, ed è circondata da un'altra area di rispetto (istituita con Ordinanza della Capitaneria di Porto di Trieste n. 76/95 e 28/98), di altri 90 ettari per una larghezza di ulteriori 400 metri, a protezione parziale, dove è vietata la pesca professionale. La profondità massima che si raggiunge nella riserva è di 18 metri. La costa è formata da roccia calcarea tipica del Carso, territorio di cui il promontorio di Miramare rappresenta una piccola estensione del litorale.
La zona a protezione integrale è circondata inoltre da una a protezione parziale, detta "Buffer" (istituita con Ordinanza della Capitaneria di Porto di Trieste n. 76/95 e 28/98). Questa seconda area, di 90 ettari, costituisce un'ulteriore cintura protetta di 400 metri di ampiezza, in cui vige il divieto di pesca professionale e di ancoraggio.

## Ambiente

### Flora

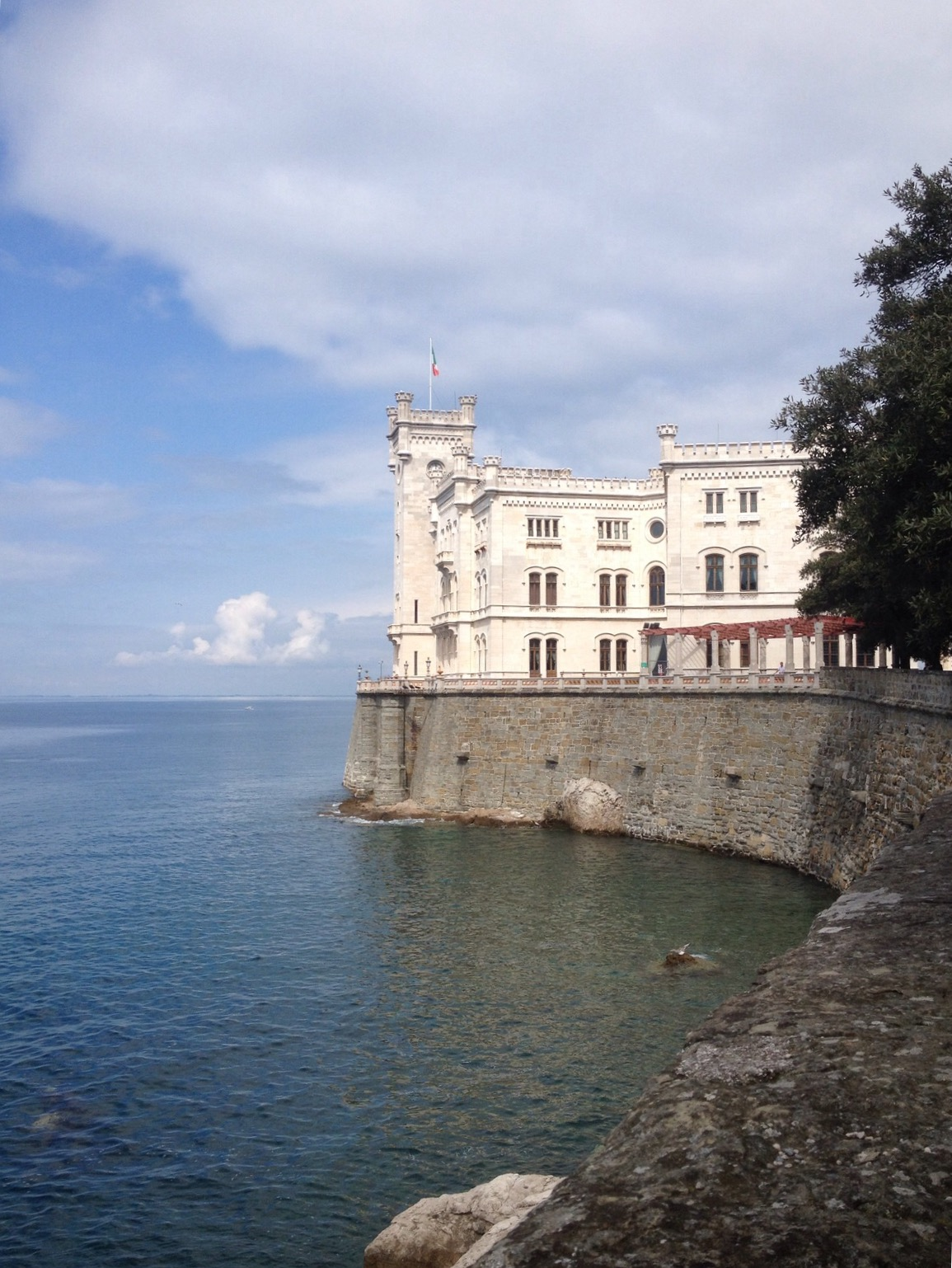
Il Castello di Miramare

Nella riserva sono presenti alghe come l'ombrellino di mare (Acetabularia acetabulum), la quercia marina (Fucus vesiculosus), la coda di pavone (Padina pavonia) e la lattuga di mare (Ulva lactuca).

### Fauna
Nei tre ambienti della riserva (zona di marea, zona di scogliera e fondali sabbiosi e fangosi) vive una fauna ricca e variegata, composta da poriferi, celenterati, anellidi, molluschi, crostacei, echinodermi e pesci ossei.

## Strutture ricettive
Il centro visite è situato all'interno del parco di Miramare, in un edificio noto come Ex Scuderie. In una piccola zona della riserva sono possibili visite guidate in apnea o con autorespiratore.

## Accesso
L'accesso alla riserva può avvenire dal porticciolo di Grignano o attraverso l'ingresso principale del Parco di Miramare.

## Galleria d'immagini

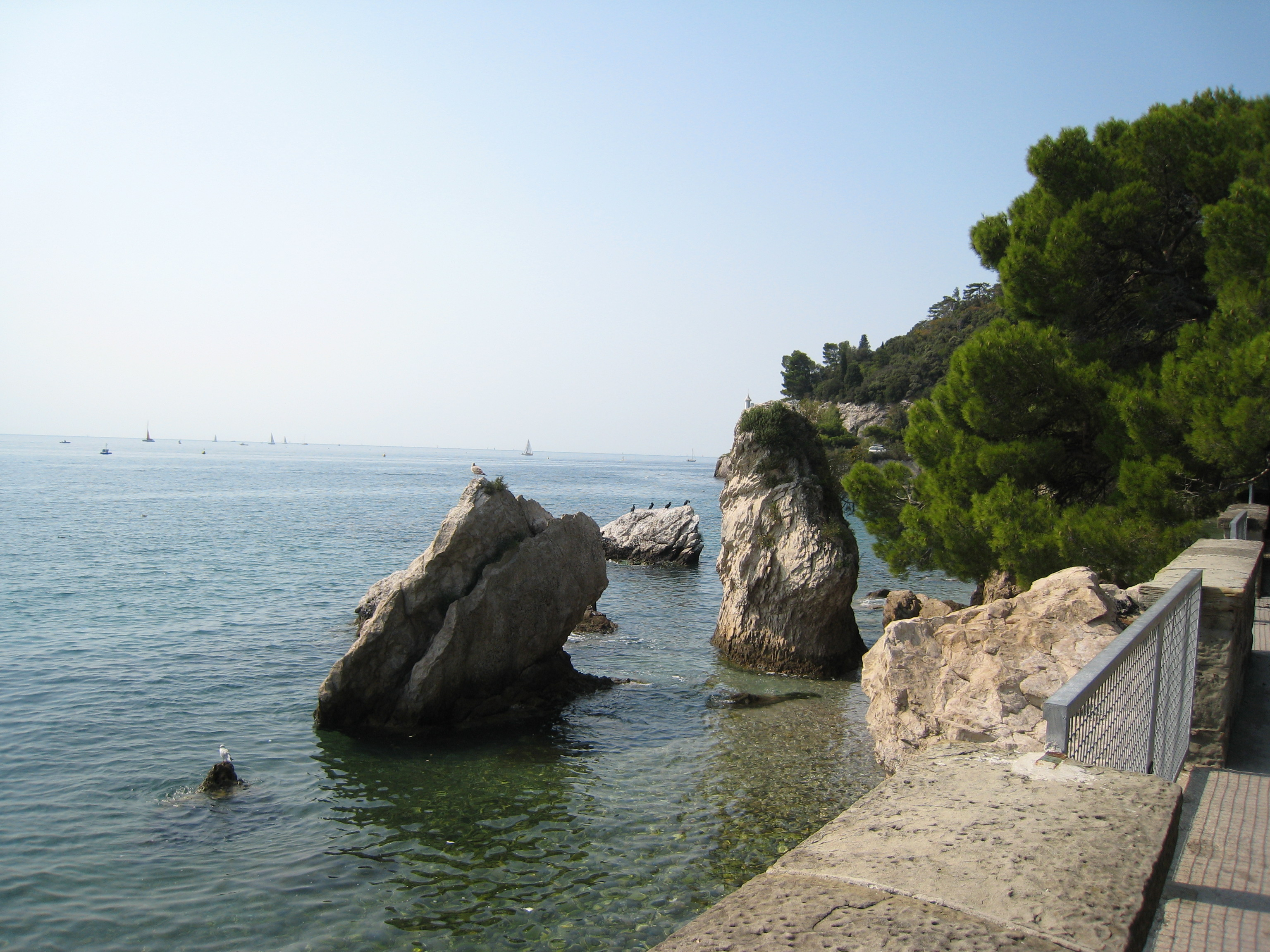
Il tratto iniziale della riserva
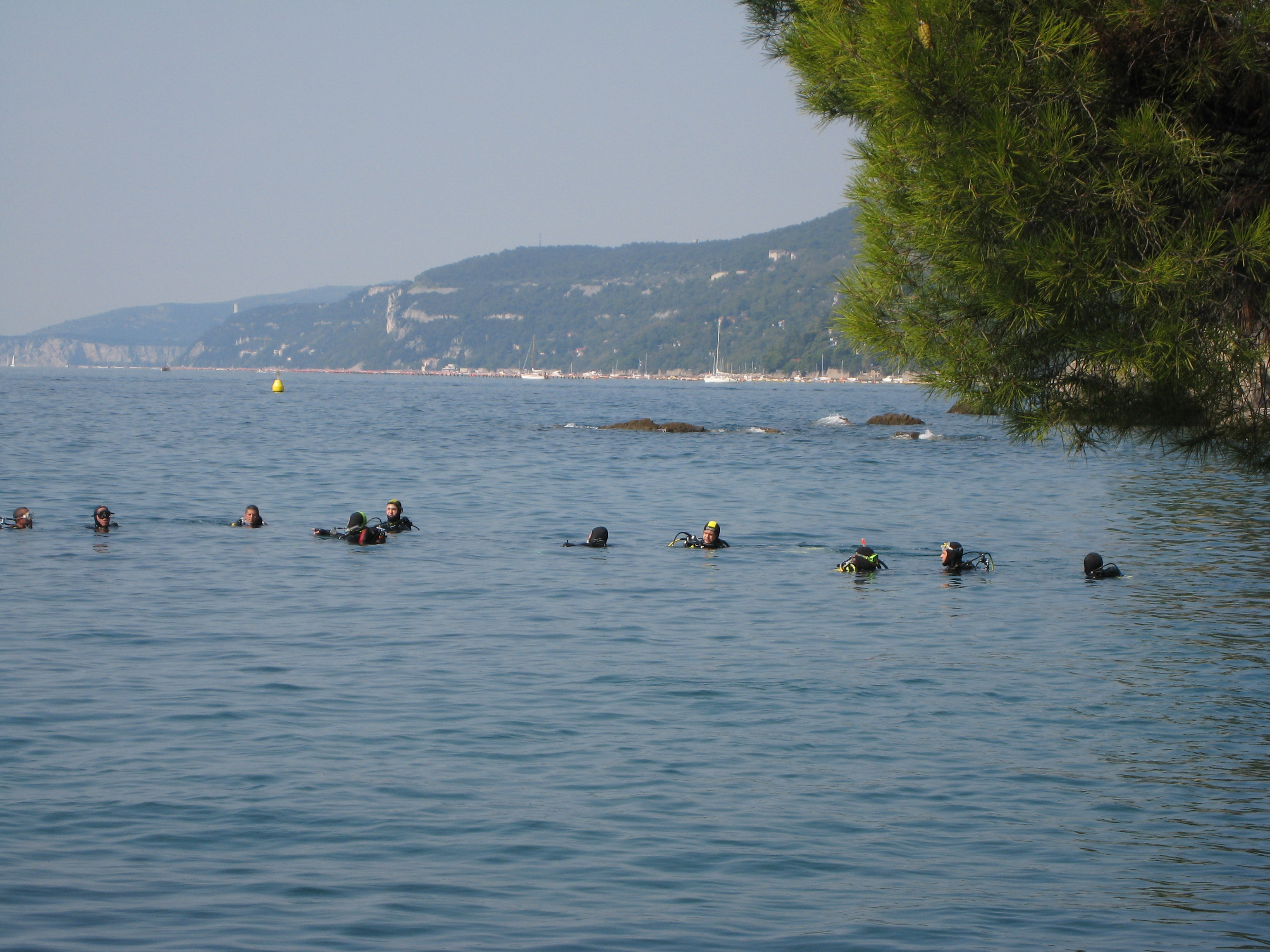
Sub pronti per l’esplorazione
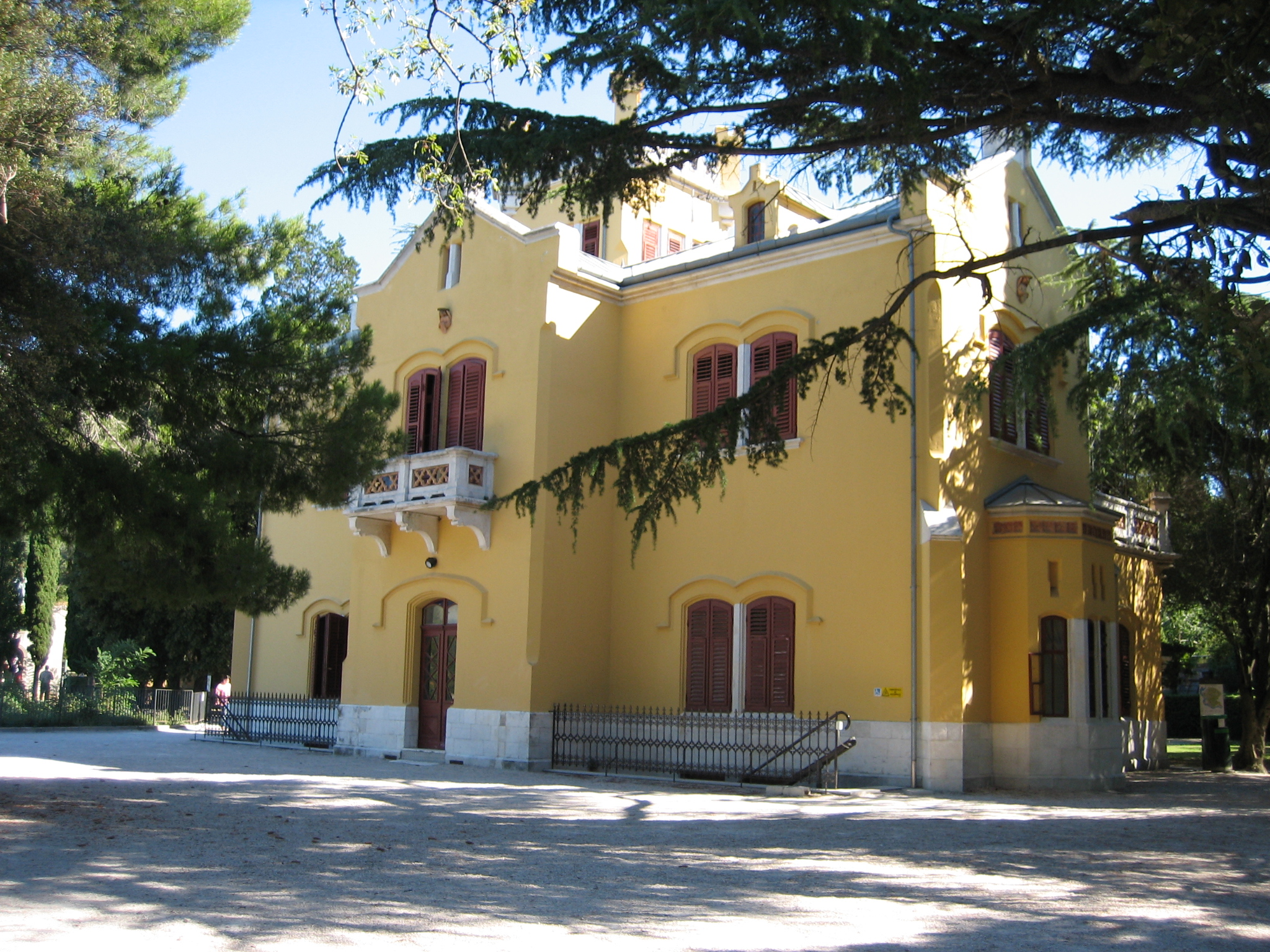
Il vecchio centro visite oggi trasferito presso le Ex Scuderie
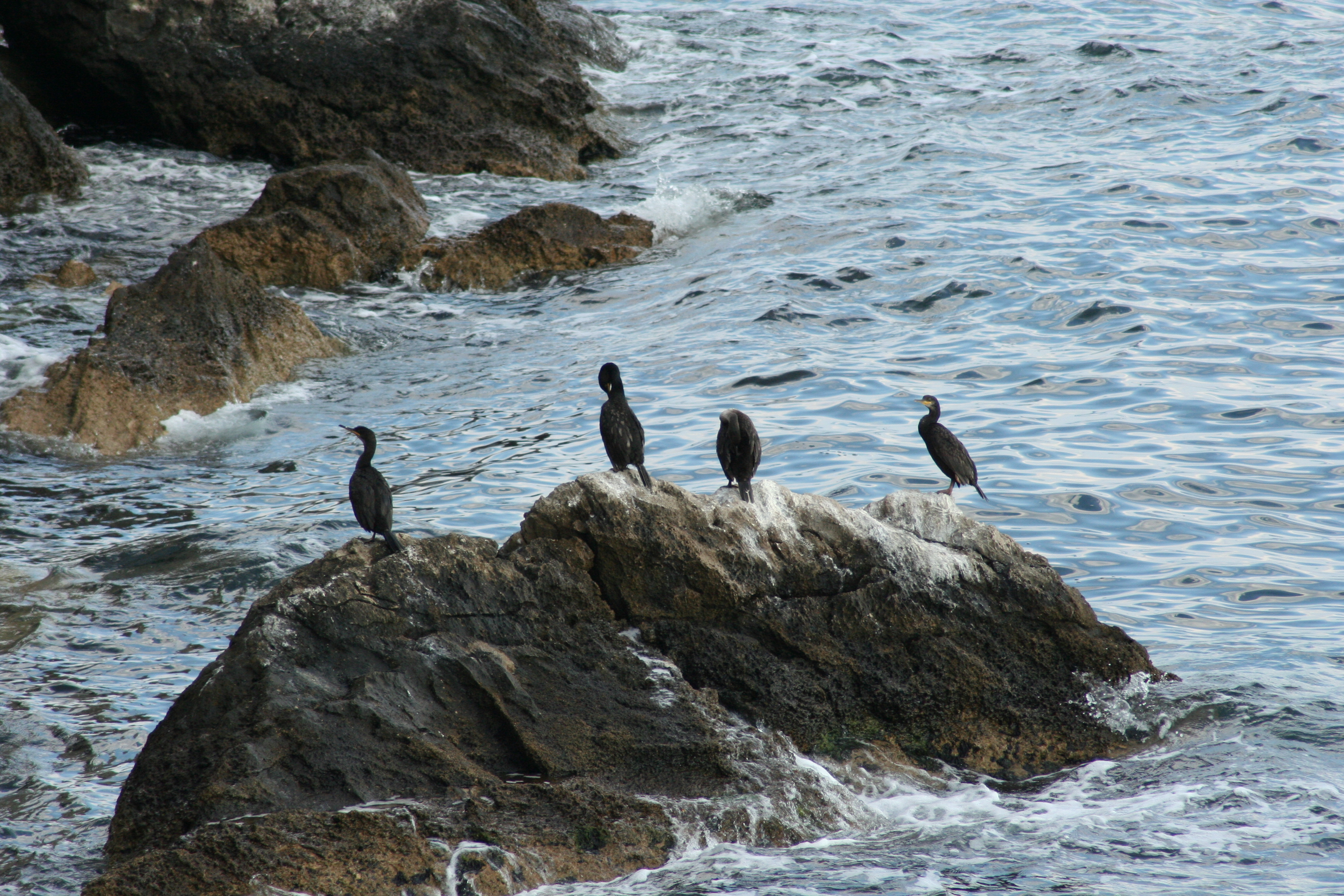
Marangoni dal ciuffo su uno scoglio nella riserva